# Aeroporto di Mantova-Migliaretto
L'Aeroporto di Mantova-Migliaretto (ICAO: LIDM) è stato un aeroporto italiano della Lombardia situato a Mantova attualmente sdemanializzato.

## Storia
Costruito nel 1910 come campo d'aviazione, fino al 1972 è stato in uso all'Aeronautica Militare. Dal 1972 al 1976 è stato ad uso del locale Aero Club.  Nel 1976, con un NOTAM, dopo la messa in liquidazione, viene di fatto sancita la formale chiusura della struttura. Nel 1982 dopo il passaggio al Ministero dei trasporti viene convertito in civile, e vengono fatti dei lavori di riqualificazione da parte del comune di Mantova. Tuttavia nel corso degli anni a seguire, una serie di problematiche legate al comune di Mantova (che voleva adibirlo altri usi), lo stato (Civilavia) che l'ha dichiarato idoneo a operazioni con mezzi ad ala fissa e rotante e la società Società Aeroporto Tazio Nuvolari s.r.l. che voleva eseguire i lavori di recupero, lo hanno portato ad un lento declino.

### Oggi
Da diversi decenni, l'aeroporto ha sospeso qualsiasi attività aviatoria. Nel 1997 era stata proposta la sdemanializzazione della struttura. Tuttavia nel 2005 la procedura è stata sospesa dopo la presentazione di un progetto, atto a convertire la struttura in un eliporto per il vicino ospedale. Con il Decreto interdirettoriale n. 58 del 30/11/2021 del MIMS di concerto con Agenzia del Demanio, l'intera area dell'ex aeroporto di Mantova-Migliaretto (274.670 mq.) viene esclusa dal Demanio Pubblico dello Stato  - Ramo Trasporti dell'Aviazione civile e trasferita al Patrimonio statale.